# Банковская тайна
Банковская тайна — юридический принцип в законодательствах некоторых государств мира, в соответствии с которым банки и иные кредитные организации защищают сведения о вкладах и счетах своих клиентов и корреспондентов, банковских операциях по счетам и сделках в интересах клиента, а также сведения клиентов, разглашение которых может нарушить право последних на неприкосновенность частной жизни.
В ряде государств мира под банковской тайной подразумевается то, что банки не имеют права предоставлять властям информацию о личных счетах своих клиентов (например, в случае возбуждения уголовного дела). Такое толкование термина характерно для таких государств как, например, Швейцария, Сингапур, Люксембург, а также для офшорных зон либо офшорных банков, осуществляющих банковскую деятельность, в рамках добровольных или установленных законом положений о конфиденциальности.

## Что относится к банковской тайне
К банковской тайне относится практически вся предоставляемая клиентом личная информация. К конфиденциальной информации относят:
- информацию, касающейся имущества и уровня располагаемого дохода;
- информация об открытии счетов, их номера и даты открытия, а также сведения по типу счетов и валют, в которой они открыты;
- информация о наличии денег на счету клиента, величина, срок размещения, размер получаемых процентов;
- информация, которая характеризует объём проводимых операций на счёте клиента.
- паспортные данные (физические лица);
- сведения о банковских реквизитах организации (юридические лица);

Разглашение персональной информации может расцениваться как уголовно наказуемое деяние, однако ряд органов (таможня, суд, счётная палата и пр.) имеют законное право на доступ к подобным персональным данным.

## В России
История банковской тайны в России берёт своё начало в Уставе Государственного банка Российской Империи от 1894 года, который гласил: «хранить в тайне все, касающееся вверяемых банку частных коммерческих дел и счетов». В советские времена режим банковской тайны распространялся лишь на вклады граждан в сберегательных учреждениях и преподносился в качестве льготы. Вопросы, затрагивающие тайну вкладов граждан в сберегательных кассах, были исследованы некоторыми советскими учёными: Седугиным П. И., Ефимовой Л. Г., Плешаковым A.M. и рядом других учёных.
Положения о банковской тайне изложены в Федеральном законе № 395-1 «О банках и банковской деятельности» в статье 26 «Банковская тайна»: в соответствии с этими положениями любой банк (кредитная организация, Банк России, а также банк, занимающийся обязательным страхованием вкладов) гарантирует тайну об операциях, счетах и вкладах клиентов и корреспондентов. Служащие банка обязаны хранить в тайне эти сведения, если это не противоречит федеральному закону. В этой же статье указаны случаи, кому и когда выдаются справки по операциям и счетам юридических лиц и граждан, осуществляющих предпринимательскую деятельность без образования юридического лица, а также по счетам и вкладам физических лиц.
В соответствии со статьёй 857 Гражданского кодекса Российской Федерации банк гарантирует тайну банковского счёта и банковского вклада, операций по счёту и сведений о клиенте. Сведения, составляющие банковскую тайну, могут быть предоставлены только самим клиентам или их представителям, в бюро кредитных историй, а также государственным органам и их должностным лицам.
Список структур, имеющих доступ к банковской тайне, закрытый, но он постоянно расширяется. Данные, составляющие банковскую тайну, предоставляются: БКИ, АСВ, судам, Счетной палате, налоговым, следственным и таможенным органам, ПФР, Фонду социального страхования, ФССП, ФТС.
В соответствии со статьёй 183 Уголовного кодекса Российской Федерации запрещены незаконный сбор сведений, составляющих коммерческую, налоговую или банковскую тайну, и разглашение этих сведений лицом, которому известны эти сведения, без предварительного согласия владельца. За незаконный сбор предусмотрены штраф в размере до 500 тысяч рублей, исправительные работы на срок до года, принудительные работы или лишение свободы до 2 лет, за разглашение банковской тайны — штраф до 1 миллиона рублей с запретом заниматься соответствующей деятельностью со сроком до 3 лет, исправительные работы на срок до 2 лет, принудительные работы или лишение свободы до 4 лет. Если имело место действие группы лиц по предварительному сговору или организованной группы, зафиксирован крупный ущерб или имел место корыстный мотив — размер штрафа может вырасти до 1,5 млн. рублей с запретом заниматься соответствующей деятельностью со сроком до 3 лет, а виновнику могут грозить принудительные работы или лишение свободы на срок до 5 лет. В случае, если разглашение банковской тайны повлекло тяжкие последствия, это грозит принудительными работами сроком до 5 лет или лишением свободы на срок до 7 лет.

## В Швейцарии
Закреплённый в швейцарском федеральном законе «О банках и сберегательных кассах» от 1934 года принцип банковской тайны, которым руководствуются швейцарские банки, всегда считался одним из фундаментальных в сфере частного банковского обслуживания. Неправительственные организации и правительства считают применение этого принципа одной из главных причин расширения теневой экономики и организованной преступности. Бывшие сотрудники швейцарских (UBS, Julius Baer) и лихтенштейнских (LGT Group) банков свидетельствовали, что эти финансовые институты помогали клиентам уклоняться от выплаты миллиардов долларов налогов, направляя деньги через офшорные зоны в Карибском бассейне и Швейцарию. Один из них, Рудольф Элмер М., писал: «Это глобальная проблема… Офшорные уклонения от уплаты налогов — это крупнейшая кража между обществами и соседними государствами в этом мире». Швейцарский парламент 17 июня 2010 ратифицировал Соглашение между швейцарским правительством и правительством Соединённых Штатов, позволившее UBS передать американским властям информацию о 4450 американских клиентах UBS, которых подозревают в уклонении от уплаты налогов.
28 сентября 2012 года парламентом Швейцарии был принят закон «О международной помощи в налоговых вопросах», в соответствии с которым швейцарские власти должны были принимать и рассматривать иностранные запросы о действиях клиентов банков, которые могли быть направлены на сокрытие налогов. Однако запросы, осуществлённые с целью получения информации о клиентах, не могли приниматься. Закон вступил в силу 1 февраля 2013 года. Несмотря на сообщения многих СМИ, упомянутый закон в целом не упразднил швейцарскую банковскую тайну.
В результате давления со стороны США и Европейского союза Швейцарией были предприняты дальнейшие шаги с целью воспрепятствования уклонению от уплаты налогов гражданами иностранных государств, имеющих счета в швейцарских банках. Так 18 декабря 2015 года швейцарским парламентом был одобрен «Федеральный закон о международном автоматическом информационном обмене», который вступил в силу с 2017 года. В соответствии с ним швейцарские финансовые институты обязаны собирать данные о счетах налоговых резидентов 38 стран-партнёров, в том числе и граждан стран-членов Европейского союза. В декабре 2017 года парламент принял решение о введении с 1 января 2018 года автоматического информационного обмена с дальнейшими государствами-партнёрами, включая Россию, Гонконг и Сингапур. Автоматический информационный обмен предполагает деятельность банков по сбору и передаче данных о счетах и депозитах ценных бумаг налоговым органам своих стран. Последние, в свою очередь, обмениваются полученной от банков информацией с налоговыми органами стран-партнёров, на которые таким образом ложится полная ответственность за взимание налогов на средства, находящиеся на иностранных счетах.